# آندریاس باک
آندریاس باک (انگلیسی: Andreas Buck؛ زادهٔ ۲۹ دسامبر ۱۹۶۷) بازیکن فوتبال سابق اهل آلمان است که در پست هافبک بازی می‌کرد.
از باشگاه‌هایی که او در آن بازی کرده‌، می‌توان به باشگاه فوتبال اشتوتگارت، باشگاه فوتبال ماینتس ۰۵، باشگاه فوتبال کایزرسلاوترن و باشگاه فوتبال فرایبورگ اشاره کرد.